# 蓮花航空
蓮花航空是一間航空公司於埃及開羅，是一間私人的包機航空公司，主要飛行飛往歐洲。樞紐機場為開羅國際機場。莲花航空已于2011年停止运营。

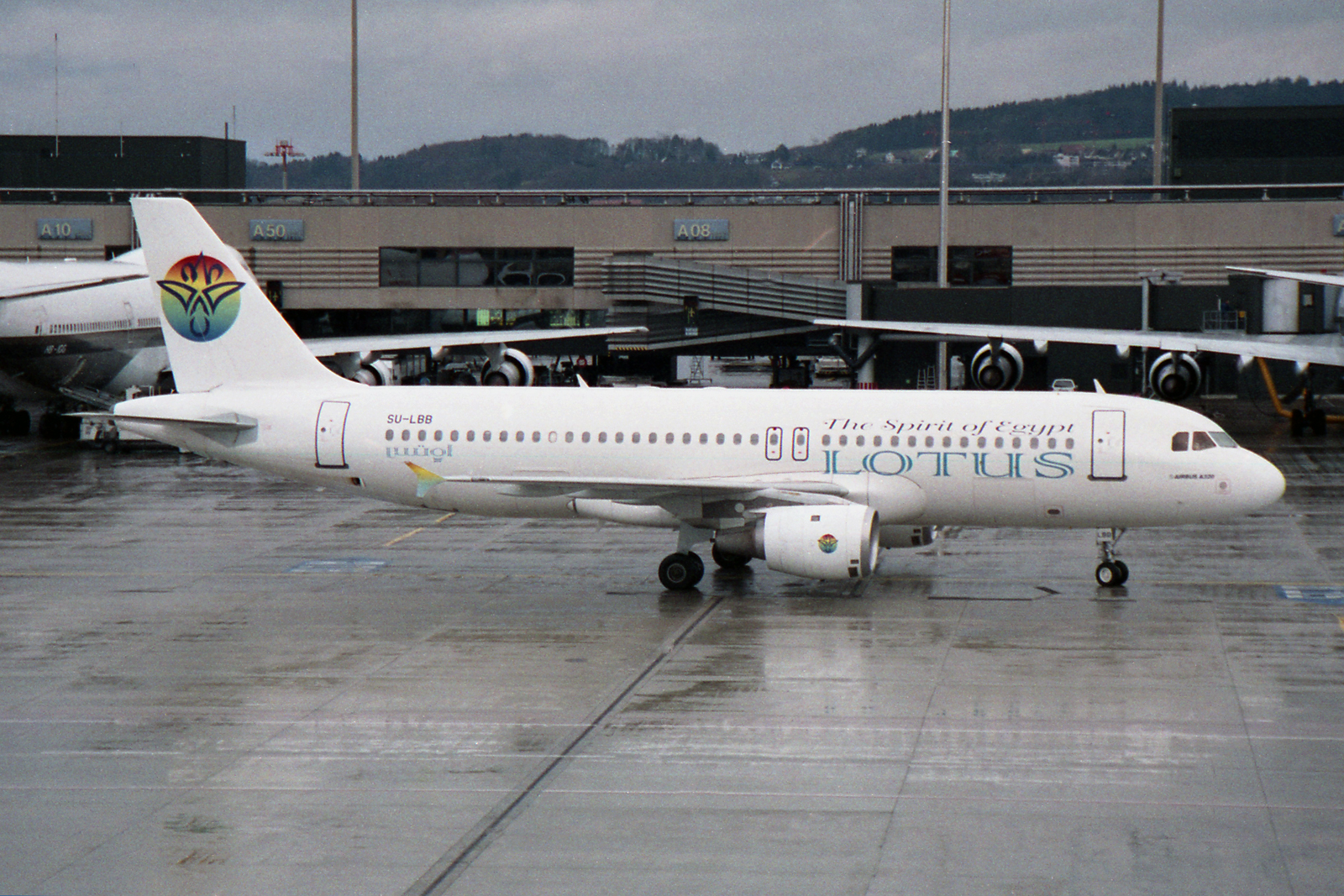
莲花航空公司客机

## 歷史
- 1997年：蓮花航空成立
- 1998年：蓮花航空正式開始服務[1]
- 2009年3月：有500名員工。[2]

## 機隊
在2009年3月，蓮花航空有以下機隊：
- 4架空中巴士 A320-200

## 外部連結
- 蓮花航空官方網站 （页面存档备份，存于）（已失效）